# Thalassodes grammonota
Thalassodes grammonota är en fjärilsart som beskrevs av Louis Beethoven Prout 1916. Thalassodes grammonota ingår i släktet Thalassodes och familjen mätare. Inga underarter finns listade i Catalogue of Life.